# 小室哲哉 meets VOCALOID
《小室哲哉 meets VOCALOID》（こむろてつや ミーツ ボーカロイド）是由Avex trax於2012年3月28日發行的合輯。作者小室哲哉本人認可，以VOCALOID翻唱其所創作的經典歌曲。

## 收錄曲
1. I BELIEVE /  Dios/シグナルP feat. 鏡音鈴
原曲：華原朋美 （1995年）
2. 愛戀 心痛 堅強 / mathru(かにみそP) feat. 初音未來
原曲：篠原涼子 with t.komuro （1994年）
3. TOO SHY SHY BOY! / EZFG feat. 巡音流歌
原曲：觀月亞里莎 （1992年）
4. My Revolution / PENGUINS PROJECT feat. 初音未來
原曲：渡邊美里 （1986年）
5. DEPARTURES / ひとしずく×やま△ feat. 鏡音鈴、連
原曲：globe （1996年）
6. FACES PLACES / Heavenz feat. 初音未來、巡音流歌
原曲：globe （1997年）
7. wanna Be A Dreammaker / doriko feat. 初音未來
原曲：globe （1998年）
8. survival dAnce 〜no no cry more〜 / さつき が てんこもり feat. 初音未來
原曲：TRF （1994年）
9. SEVEN DAYS WAR / キャプテンミライ feat. 鏡音鈴、初音未來
原曲：TM NETWORK （1988年）
10. WOW WAR TONIGHT 〜時には起こせよムーヴメント / PolyphonicBranch feat. 鏡音鈴、連
原曲：H Jungle with t （1995年）
11. LOVE IS ALL MUSIC / 小室哲哉 feat. 初音未來
原曲：華原朋美 （1997年）